# Trwałość
Trwałość – zdolność obiektu do zachowania stanu zdatności. Określona jest dla normalnych, czyli założonych przy projektowaniu, warunków eksploatacji.
Trwałość oczekiwana (administracyjna): trwałość oczekiwana przez użytkownika na podstawie rozsądnej oceny; za taką trwałość jest on skłonny zapłacić.
Trwałość rzeczywista: trwałość ustalona w drodze eksploatacji.
Trwałość zmęczeniowa: jest to wytrzymałość konstrukcji, urządzenia lub innych elementów na zmieniające się w czasie obciążenia najczęściej o charakterze zmienno-amplitudowym poniżej odpowiedniej granicy wytrzymałości statycznej.
Producent załącza do urządzeń szczegółowe instrukcje określające sposób użytkowania zapewniający zbliżenie trwałości rzeczywistej do trwałości oczekiwanej.